# Holorusia dives
Holorusia dives är en tvåvingeart som först beskrevs av Enrico Adelelmo Brunetti 1912.  Holorusia dives ingår i släktet Holorusia och familjen storharkrankar. Inga underarter finns listade i Catalogue of Life.